# Сельцо-Карельское
Сельцо-Карельское — деревня в Удомельском городском округе Тверской области. 

## География
Деревня расположена на берегу реки Мста в 46 км на северо-запад от города Удомля.

## История
В 1847 году в селе была построена каменная Воскресенская церковь с 3 престолами, метрические книги с 1802 года.
В конце XIX — начале XX века село входило в состав Казикинской волости Вышневолоцкого уезда Тверской губернии.
С 1929 года деревня являлась центром Сельцо-Карельский сельсовета Удомельского района Тверского округа Московской области, с 1935 года — в составе Калининской области, в 1994 года — в составе Озеро-Горского сельского округа, с 2005 года — в составе Мстинского сельского поселения, с 2015 года — в составе Удомельского городского округа.

## Население
| 1859 | 1897 | 2002 | 2010 |
| ---- | ---- | ---- | ---- |
| 622  | ↘574 | ↘55  | ↘48  |

## Достопримечательности
В деревне расположена действующая Церковь Воскресения Словущего (1847) и недействующая деревянная Церковь Казанской иконы Божией Матери (1882).